# Psilinsara
Psilinsara is een geslacht van rechtvleugeligen uit de familie sabelsprinkhanen (Tettigoniidae). De wetenschappelijke naam van dit geslacht is voor het eerst geldig gepubliceerd in 1932 door Hebard.

## Soorten
Het geslacht Psilinsara  is monotypisch en omvat slechts de volgende soort:
- Psilinsara annulata (Hebard, 1932)